# BibliothecaPlus
BibliothecaPlus ist eine Bibliotheksverwaltungs-Software in Deutschland. Das System wird vom deutschen Tochterunternehmen OCLC GmbH des Online Computer Library Center entwickelt und angeboten. Im Sommer 2022 wurde die nächste Produktgeneration veröffentlicht und BibliothecaPlus wurde mit dem neuen Update zu BibliothecaNext.

## Geschichte
Der Ursprung der Software liegt bereits Anfang 1990, als die Härtel & König GbR die auf dBase basierende MS-DOS-Software BibliothecaIII entwickelte. Nach der Fusion mit „Deufel & Kriete“ zu BOND wurde 1995 gemeinsam die Windows-Software Bibliotheca-Win entwickelt. Der nächste Generationswechsel der Software war zum Jahrtausendwechsel das System Bibliotheca2000. 
2011 wurde die BOND GmbH & Co. von OCLC übernommen und gehört zur deutschen Tochter OCLC GmbH. Damit einher ging dann im September 2011 auch der letzte Generationswechsel zu BibliothecaPlus, mit dem das System zum einen zusätzlich als Hosting-Service angeboten wird. Zum anderen ist als moderne Version des bisherigen Web-OPACs das OPAC-Portal OPEN (CMS zur einfachen Erstellung der Bibliothekswebsite mit integriertem OPAC mit Selbstbedienungsfunktionen) als Option hinzugekommen.
Die IT-Lösung wurde in Schulungsprogrammen von Fortbildungseinrichtungen aufgenommen.

## Verbreitung
Rund 4000 Bibliotheken (hauptsächlich Öffentliche Bibliotheken) in Deutschland, Österreich und der Schweiz arbeiten mit BibliothecaPlus. Sie deckt alle Arbeitsbereiche von der Erwerbung, Ausleihe, Katalogisierung, Recherche, E-Services, Website-Gestaltung, Enduser-Interface ab. Das zugehörige OPAC-Portal „OPEN“ dient in BibliothecaPlus als Online-Katalog und CMS über das die Bibliotheken ihre Bestände und Dienstleistungen für die Leser/Bibliotheks-Kunden präsentieren. Außerdem werden hierüber Funktionen für das E-Government (Online-Bezahlfunktionen, E-Payment, Online-Anmeldung, E-Medien-Ausleihe) abgedeckt.
Im Land Rheinland-Pfalz gibt das Landesbibliothekszentrum Rheinland-Pfalz die Software als Basis für die statistische Jahresmeldung über die Ausleihe im Rahmen der Deutschen Bibliotheksstatistik vor.
Die Südtiroler Landesverwaltung hat ihre Schulbibliotheken mit der Software für mobile Nutzung ausgestattet.